# Zangberg
Zangberg település Németországban, azon belül Bajorországban. Lakosainak száma 1161 fő (2023. december 31.).

## Népesség
A település népessége az elmúlt években az alábbi módon változott:
| Lakosok száma | 448  | 909  | 632  | 1082 | 1101 | 1097 | 1106 | 1092 | 1145 | 1161 |
|               | 1875 | 1950 | 1975 | 2010 | 2012 | 2013 | 2015 | 2017 | 2021 | 2023 |